# ميجان وموراج
ميجان وموراج هما اثنتان من النِّعاج المنزلية، وهما أول الثدييات التي استُنسخَت من خلايا متمايزة. ويجب ألا يُخلط بينها وبين النعجة دولي التي كانت أول حيوان مستنسخ بنجاح من خلايا جسدية ناضجة، أو النعجة بولي وهي أول حيوان مستنسخ ومُعدّل وراثيًا. تم استنساخ ميجان وموراج على غرار النعجة دولي والنعجة بولي في معهد روزلين في إدنبرة في اسكتلندا عام 1995.

## الخلفية
كان فريق العمل في معهد روزلين يبحث عن طريقةٍ لتعديل التكوين الجيني للأغنام والماشية بحيث تكون أكثر فعالية من طريقة الحقن المكروي التي تعتمد على التجربة والخطأ، وكانت هي الطريقة الوحيدة المتاحة والتي يمكن أن تساعد في ذلك الوقت. في الحقن المكروي، يتم حقن الحمض النووي (DNA) داخل طلائع نُوى البويضات المخصبة. ومع ذلك، فإن نسبة الحيوانات التي يندمج الجينوم الخاص بها مع الحمض النووي الذي تم حقنه تعتبر نسبةً ضئيلةً، وحتى في الحالات النادرة التي يحدث فيها اندماجٌ مع تلك المعلومات الوراثية الجديدة، يتغير نمط التعبير عن قطعة الحمض النووي التي تم حقنها نتيجة للاندماج العشوائي.
لذا اختار الفريق أن يجمع بين طريقة الحَقن المِكروي وطريقة الخلايا الجذعية الجنينية. ولتحقيق ذلك، قرر الفريق محاولة نقل النواة من خليةٍ إلى أخرى، وتحفيز الخلية الجديدة لتنمو وتصبح حيوانًا، وهو ما يُعرف بعملية النقل النووي. وحاول الفريق في معهد روزلين صنع سلاسل من الخلايا المُخلّدة غير المتمايزة في الأغنام والتي تكون وحدتها خلية جذعية جنينية، ولكن المحاولة باءت بالفشل. ونتيجة لذلك، قرر أعضاء الفريق استخدام خلايا الكيسة الأريمية المستولدة صناعيًا. تُنقل محتويات خلايا الكيسة الأريمية إلى خلية بويضة نعجة غير مخصبة، وهي الخلية البويضية التي تمت إزالة النواة منها. ولتحسين فرص نجاح النقل النووي، توضع الخلايا المستولدة في حالةٍ من السكون تشبه حالة البويضة غير المخصّبة.
تتم عملية النقل النووي باستخدام مُحفزات بهدف دمج الخلية المستولدة مع البويضة منزوعة النواة ولتعطي دفعة البداية للتطور الجنيني. ومن كل 244 عملية نقل نووي، تتطور 34 نواة إلى المرحلة التي يمكن عندها وضعها في رحم الأمهات البديلة. وفي صيف عام 1995، ولدت خمسة حملان وعاش منها اثنتان فقط هما ميجان وموراج اللتان وصلتا لمرحلة البلوغ والإخصاب بصحةٍ تامة. وبذلك كانتا أولى الثدييات المستنسخة من خلايا متمايزة. وكان اسمهما عند ولادتهما في يونيو عام 1995 هو 5LL2 و5LL5
وأثبت إنتاج ميجان وموراج إمكانية إنتاج أغنام قادرة على النمو عن طريق النقل النووي من خلايا مستولدة في عملية الإخصاب في المختبر. وقد أفاد إنتاجهما في الوصول للطفرة التقنيّة التي مكنت من صنع النعجة دولي. على الرغم من أن مولدهما ذو فائدة كبيرة وعلى الرغم من مجيئه قبل مولد دولي بسنة، لم يتصدر هذا الحدث الهام عناوين الصحف. ببداية عام 2005، كانت ميجان لا تزال على قيد الحياة وكانت أكبر حيوان مستنسخ سنًا في ذلك الوقت.